# 学校法人淳心学園
学校法人淳心学園（がっこうほうじんじゅんしんがくえん）は、北海道札幌市にある学校法人。

## 概要
1967年に学校法人光華学園（現：学校法人淳心学園）を設立し、光華幼稚園（現：札幌わかくさ幼稚園）・北海道千歳リハビリテーション学院（現：北海道千歳リハビリテーション大学）を開いた。現在の理事長は前衆議院議員の松木謙公が務める。